# Zündergut
Zündergut ist ein Ortsteil der Gemeinde Duggendorf im Oberpfälzer Landkreis Regensburg (Bayern) auf der Gemarkung Heitzenhofen. Der Ort liegt etwa 1,5 Kilometer nordwestlich von Duggendorf.

## Geschichte
Der Name der Einöde leitet sich von Zünter ab; darunter verstand man die Eisenspäne und den Abfall, der beim Hämmern wegsprang. War Mangel an Erz, so wurde in der Not oft auf den Zünterhaufen oder auch nach den alten Schlacken gegriffen; nach dem damaligen Schmelzverfahren waren die Schlacken immer noch eisenhaltig und noch einmal verhüttbar. So erweist sich das Züntergütl (heute Zündergut) entweder als ein Stapelplatz des Zünters von dem Eisenhammer Heitzenhofen oder es war der Besitzer ein „Zünterer“, also jener, der von Amts wegen den Zünter vom Amboss wegzuschaffen und aufzuschütten hatte. Heute noch sitzt der „Zünterer“ (Hausname) wie ehedem auf dem Gütlein, wenn auch die Besitzer schon öfter wechselten. Ein Johann Klingshirn wird 1833 als Stiftungspfleger und hiesiger Söldner genannt.
Zündergut gehörte bis Jahresende 1970 zur selbständigen Gemeinde Heitzenhofen. Im Zuge der Gebietsreform in Bayern wurde die Gemeinde Heitzenhofen und damit auch der Gemeindeteil Zündergut zum 1. Januar 1971 nach Wolfsegg eingemeindet. Gemäß einem Bürgerentscheid wurde die ehemalige Gemeinde Heitzenhofen und damit auch Zündergut zum 1. Mai 1978 nach Duggendorf umgemeindet.